# Christian Schkuhr
Christian Schkuhr (1741 – 1811) foi um ilustrador e botânico alemão.